# Cherie Lunghi
Cherie Mary Lunghi (Nottingham, 4 april 1952) is een Britse actrice. 

## Biografie
Lunghi werd geboren in Nottingham bij een Italiaanse vader en een Britse moeder. Nadat haar vader was teruggekeerd naar Italië, groeide zij op in West-Londen bij haar moeder en tantes. Zij doorliep de middelbare school aan de Arts Educational Schools in Londen. Tijdens deze schoolperiode speelde zij Alice in het hoorspel van Alice's Adventures in Wonderland op BBC radio. Hierna studeerde zij af aan het Homerton College, onderdeel van de Universiteit van Cambridge, en aan de Central School of Speech and Drama in Londen. Na haar studie nam zij in de jaren 70 deel aan het toneelgezelschap Royal Shakespeare Company. Zij verliet de RSC voor haar acteercarrière voor televisie. 
Lunghi begon in 1964 met acteren in de televisieserie The Valiant Varneys, waarna zij in nog meer dan 100 televisieseries en films een rol speelde.

## Filmografie
```
Selectie:
```

- Bibliothèque nationale de France: cb14201061h (data)
- Gemeinsame Normdatei: 1171173687
- International Standard Name Identifier: 0000 0001 2119 6186
- Library of Congress Control Number: no00076781
- Nationale Bibliotheek van Tsjechië: xx0181596
- Nederlandse Thesaurus van Auteursnamen: 157403165
- Système universitaire de documentation: 124338151
- Virtual International Authority File: 7598912
- WorldCat: E39PBJqk3jwvhJ38ytRJgcHXBP